# Alpine Northwest
Alpine Northwest es un Lugar designado por el censo situado en el Lincoln en el estado estadounidense de Wyoming. La población era 152 habitantes en el censo de 2000.

## Geografía
Alpine Northwest se encuentra en las coordenadas 43°11′1″N 111°2′7″O / 43.18361, -111.03528. Según el United States Census Bureau, el CDP tiene un área total de 3,8 km ², de los cuales 3,7 km² son tierra y 0,1 km ² (0,69 %) agua.

## Demografía
Según el censo del 2000, había 152 personas, 77 familias, y 45 familias que residían en el CDP. La densidad de población era de 41.0/km ². La composición racial del CDP era:
- 97,37% Blancos
- 0.66% Americanos nativos
- 0.66% Isleños pacíficos
- 1.32% De dos o más razas
- 2,63% Hispanos o latinos

Había 77 casas, de las cuales un 13.0% tenían niños menores de 18 años que vivían con ellos, el 55,8% eran parejas casadas que vivían juntas, un 3.9% tenían un cabeza de familia femenino sin presencia del marido y un 40.3% eran no-familias. El 1.3% tenían a alguna persona anciana de 65 años de edad o más. 
En el CDP la separación poblacional era con un 11.2% menores de 18 años, el 5,3% de 18 a 24, el 34.9% de 25 a 44, un 35.5% de 45 a 64, y el 13,2% tiene 65 años de edad o más. La edad media fue de 44 años. Por cada 100 hembras había 105.4 varones. Por cada 100 mujeres mayores de 18 años, había 107.7 varones. 
La renta mediana para una casa en el CDP era de $ 40.250, y la renta mediana para una familia era de $ 65.167. Los varones tenían una renta mediana de $ 50.208 contra los $ 37.917 para las hembras. El ingreso per cápita para el CDP era de $ 22.948. El 3,3% de la población vivía por debajo del umbral de la pobreza. 

## Educación
La educación pública en la comunidad de Alpine Northwest está proporcionada por la Escuela del Distrito del Condado de Lincoln #2.